# 加藤淳平
加藤 淳平（かとう じゅんぺい、1933年2月15日- ）は、日本の外交官。

## 略歴
岐阜県生まれ。1955年東京大学教養学部教養学科卒業、外務省入省。フランスのポワティエ大学とトゥール大学で、フランス語とフランス哲学を学んだ後、パリの日本大使館勤務。その後エジプト大使館、ヨーロッパ共同体 (EC) 日本代表部、ベトナム大使館などの書記官として、外務省で主として経済協力局、官房調査部に勤務。その間、昭和天皇のフランス語通訳、外交官試験試験官。1975年以後は、国連日本代表部参事官、公使、国際協力事業団 (JICA) 企画部長と同時に、上智大学、早稲田大学等の非常勤講師を務める。1983年には、オマーン常駐の初代大使として、在オマーン日本国大使館を開設。帰国して、国際交流基金専務理事の後、パナマとベルギーの大使を務め、1994年退官。その後は、富士通などの顧問を務め、常磐大学国際学部教授。39年の外務省勤務の間、東京勤務と外国勤務は、ほぼ半々。外国勤務と東京勤務の間に、世界の120カ国に近い国々を訪問。大部分の国では、首都だけではなく、地方にも足を延ばす。経済協力のための視察等のため、観光地ではなく、通常外国人の行かない僻地も訪問した。

## 著書
- 『ホルムズ海峡の南 オマーン大使からの便り』朝日新聞社 1987
- 『日本の文化交流 新しい理念を求めて』サイマル出版会 1988
- 『失われし騎馬群 詩集』花神社 1992
- 『文化の戦略 明日の文化交流に向けて』1996 中公新書
- 『国連と地域紛争のことがマンガで3時間でわかる本 使命はどこに?これからどうなる?』明日香出版社 2003
- 『文語の苑文語詩集』編集・解説 文語の苑 2015

## 論文
- 加藤淳平 CiNii Articles検索